# Jouko Lindstedt
Jouko Lindstedt (Helsinki, 15 luglio 1955) è un linguista ed esperantista finlandese.
Membro dal 1998 dell'Akademio de Esperanto, è stato eletto esperantista dell'anno (nel 2000).

## Studio dell'esperanto
Proviene da una famiglia i cui antenati erano di lingua svedese; Lindstedt stesso conosce lo svedese, pur essendo il finlandese la sua lingua materna. Principiò lo studio dell'esperanto nel 1969, all'età di 14 anni, quando apprese la lingua sintonizzandosi sulle frequenze di un corso trasmesso dalla radio pubblica finlandese. Lo stesso anno partecipò ad un concorso e, vincendolo, ottenne la partecipazione gratuita al Congresso universale di esperanto, tenutosi quell'anno a Helsinki.

## Insegnamento e attività esperantista
È professore all'Istituto di slavistica e baltistica dell'Università di Helsinki (Finlandia), nel dipartimento di lingue moderne; ha condotto ricerche anche sulle lingue bulgara e macedone, e sostiene che è l'esperanto ad aver indirizzato le sue ricerche sui diritti e la diversità linguistica.
Fu redattore dello Hejma Vortaro (lett. "dizionario domestico"), una raccolta di nomi di oggetti di uso comune, con corrispettivi in 14 lingue nazionali. Nel 1980 fu tra i principali redattori e firmatari del Manifesto di Rauma e, tuttavia, ebbe in seguito a prendere le distanze dal movimento raumista, accusandolo di reinterpretare il Manifesto per propri scopi distanti da quelli originari.
Nel 1998 è nominato membro dell'Akademio de Esperanto; in veste d'accademico si è interessato soprattutto dei problemi riguardanti la grammatica e anche ai lavori per il dizionario. Nel 2000 è eletto esperantista dell'anno insieme con Hans Bakker e Mauro La Torre. È stato rettore dell'Internacia Kongresa Universitato (IKU) nel 2019.

## Vita privata
Risiede con la famiglia nella città di Lahti. Sostiene che, dopo il finlandese, è l'esperanto la lingua che meglio padroneggia e di cui ha fatto un secondo idioma materno della famiglia, parlandolo da sempre ogni giorno con i tre figli.

## Opere
- (EO) Jouko Lindstedt, Hejma vortaro: vortareto de hejmaĵoj en Esperanto [Dizionario domestico: un piccolo vocabolario di oggi domestici in esperanto], Rotterdam, Associazione Universale Esperanto, 1999, ISBN 9290170654.
- (EN) Jouko Lindstedt, Native Esperanto as a Test Case for Natural Language [L'esperanto nativo come caso d'esame per il linguaggio naturale], 2006.